# Ручьи (городское поселение Шимское)
Ручьи — деревня в Шимском районе Новгородской области в составе Шимского городского поселения.

## География
Находится в западной части Новгородской области на расстоянии приблизительно 16 км на восток-юго-восток по прямой от районного центра поселка Шимск к югу от озера Ильмень.

## История
На карте 1840 года уже была отмечена как Ручей. В 1909 году здесь (деревня Старорусского уезда Новгородской губернии) было учтено 16 дворов

## Население
Численность населения: 148 человек (1909 год), 4 (русские 100 %) в 2002 году, 4 в 2010.